# Садик эль-Фитури
Садик эль-Фитури (родился 10 октября 1994 года) — ливийский футболист, защитник. Выступал за молодёжную академию клуба «Манчестер Сити», но его профессиональный дебют состоялся в клубе «Солфорд Сити». С 2015 по начало 2017 года выступал за команду «Манчестер Юнайтед» до 21 года. Был игроком национальной сборной Ливии.

## Ранние годы
Садик эль-Фитури родился в Ливии, но детство провёл в Англии, в Большом Манчестере. Он учился в средней школе Стретфорда и выступал за школьную футбольную команду.

## Клубная карьера
После окончания школы Садик и два его приятеля перешли в юношескую академию клуба «Манчестер Сити», но впоследствии все трое были отпущены. Эль-Фитури провёл в Академии «Сити» около года. Там его рассматривали как игрока с хорошей физикой, но с недостаточно развитыми другими аспектами игры.
После ухода из Академии «Сити» эль-Фитури не сразу нашёл себе новый клуб, но в декабре 2014 года после просмотра им заинтересовался клуб «Солфорд Сити», выступавший в восьмом дивизионе системы футбольных лиг Англии. 3 января 2015 года Садик дебютировал за «Солфорд» в матче против «Кендал Таун». Совладельцы «Солфорд Сити», Фил Невилл и Пол Скоулз, были впечатлены игрой молодого ливийского защитника, и порекомендовали его Уоррену Джойсу, главному тренеру резервной команды «Манчестер Юнайтед».
По совету Невилла и Скоулза, эль-Фитури был приглашён на просмотр на тренировочную базу «Манчестер Юнайтед». После прохождения просмотра ему предложили контракт с клубом. 30 января 2015 года Садик эль-Фитури подписал 18-месячный контракт с «Манчестер Юнайтед», став игроком команды клуба до 21 года.
23 февраля 2015 года эль-Фитури дебютировал за команду «Манчестер Юнайтед» до 21 года в матче против «Сандерленда», который завершился вничью 1:1. В оставшихся матчах сезона он провёл ещё три матча за резервистов «Манчестер Юнайтед», которые выиграли чемпионский титул в сезоне 2014/15.
В феврале 2017 года перешёл в клуб «Честерфилд».

## Карьера в сборной
6 июня 2015 года эль-Фитури дебютировал в составе национальной сборной Ливии в товарищеском матче против сборной Мали. 12 июня он сыграл в матче отборочного турнира на Кубок африканских наций против сборной Марокко.